# Wolfgang Boos
Wolfgang Boos, nemški hokejist, * 13. januar 1946, Füssen, Nemčija.
Boos je v nemški ligi igral za kluba ESV Kaufbeuren in Düsseldorfer EG, s katerim je v sezonah 1971/72 in 1974/75 osvojil naslov nemškega državnega prvaka. 
Za zahodnonemško reprezentanco je nastopil na enih olimpijskih igrah in enem svetovnem prvenstvu. Edino medaljo na velikih tekmovanjih je osvojil na Olimpijskem hokejskem turnirju 1976, ko je bil z reprezentanco bronast. Sprejet je bil tudi v Nemški hokejski hram slavnih.
Tudi njegov sin Tino je hokejist.